# بورووانی (ناحیه پیسک)
بورووانی (به چکی: Borovany) یک منطقهٔ مسکونی در جمهوری چک است که در ناحیه پیسک واقع شده‌است. بورووانی ۶٫۳۷ کیلومتر مربع مساحت و ۲۱۳ نفر جمعیت دارد و ۴۴۱ متر بالاتر از سطح دریا واقع شده‌است.